# Campionato americano maschile di pallacanestro 2017
Il 18º Campionato Americano Maschile di Pallacanestro FIBA (noto anche come FIBA AmeriCup 2017) si è svolto dal 26 agosto al 4 settembre 2017 a Bahía Blanca, Medellín e Montevideo rispettivamente in Argentina, Colombia e Uruguay nella fase a gironi e a Córdoba in Argentina nella fase a eliminazione diretta.
La vittoria finale è stata ad appannaggio degli Stati Uniti, al settimo successo nella competizione.

## Fase finale
|  | Semifinali              | Semifinali              | Semifinali |           |             | Finale                  | Finale                  | Finale             |  |
|  |                         |                         |            |           |             |                         |                         |                    |  |
|  | Stati Uniti             | Stati Uniti             | 90         |           |             |                         |                         |                    |  |
|  | Stati Uniti             | Stati Uniti             | 90         |           |             |                         |                         |                    |  |
|  | Isole Vergini Americane | Isole Vergini Americane | 62         |           |             |                         |                         |                    |  |
|  | Isole Vergini Americane | Isole Vergini Americane | 62         |           | Stati Uniti | Stati Uniti             | 81                      |                    |  |
|  |                         |                         |            |           | Stati Uniti | Stati Uniti             | 81                      |                    |  |
|  |                         |                         | Argentina  | Argentina | 76          |                         |                         |                    |  |
|  | Argentina               | Argentina               | Argentina  | Argentina | 76          | 84                      |                         |                    |  |
|  | Argentina               | Argentina               |            |           |             | 84                      |                         |                    |  |
|  | Messico                 | Messico                 | 67         |           |             | Finale Terzo Posto      | Finale Terzo Posto      | Finale Terzo Posto |  |
|  | Messico                 | Messico                 | 67         |           |             |                         |                         |                    |  |
|  |                         |                         |            |           |             |                         |                         |                    |  |
|  |                         |                         |            |           |             | Isole Vergini Americane | Isole Vergini Americane | 65                 |  |
|  |                         |                         |            |           |             | Isole Vergini Americane | Isole Vergini Americane | 65                 |  |
|  |                         |                         |            |           |             | Messico                 | Messico                 | 79                 |  |

## Classifica finale
| Campione d'America | Campione d'America      | Campione d'America |
| --- | ----------------------- | --- |
| Stati Uniti4 Marshall, 5 Baron, 6 Drew, 7 R. Williams, 8 C.J. Williams, 9 Munford, 10 Hearn, 11 Plumlee, 12 Hilliard, 13 Warney, 14 Holmes, 15 Brown, All. Jeff Van Gundy |                         | |
| Argento | Argentina               | Argentina3 Vildoza, 4 Scola, 7 Campazzo, 8 Laprovíttola, 9 Brussino, 10 Fjellerup, 12 Delía, 14 Deck, 19 Mainoldi, 25 Redivo, 29 Garino, 83 Gallizzi, All. Sergio Hernández           |
| Bronzo | Messico                 | Messico4 Willis, 5 Ávalos, 6 Dawud, 7 J. Gutiérrez, 8 Garibay, 9 Cruz, 10 Girón, 11 Pérez, 12 Hernández, 13 Benítez, 14 Mata, 15 I. Gutiérrez, All. Sergio Valdeolmillos              |
| 4. | Isole Vergini Americane | Isole Vergini Americane4 Rivera, 5 Adams, 6 Hodge, 7 Victor, 8 Ju. Gray, 9 Jo. Gray, 10 Simmons, 11 Edwin, 12 Hart, 13 Fredericks, 14 Jones, 15 Martínez, All. Sam Mitchell           |
| 5. | Porto Rico              | Porto Rico1 Abreu, 3 Rosario, 5 Rivas, 6 Ortiz, 11 López, 12 Díaz, 13 Rodríguez, 14 Clavell, 22 Andújar, 31 Rivera, 33 Gastón, 34 Davis, All. Eddie Casiano                           |
| 6. | Uruguay                 | Uruguay1 Iglesias, 4 Zubiaurre, 5 Ducasse, 6 Fitipaldo, 11 Izaguirre, 13 Vázquez, 14 Borsellino, 15 Batista, 21 Parodi, 25 Granger, 31 Cáceres, 33 Wachsmann, All. Marcelo Signorelli |
| 7. | Rep. Dominicana         | Rep. Dominicana1 Peña, 2 Mendoza, 3 Núñez, 4 Solano, 5 Liz, 6 Coronado, 7 Rojas, 8 Santana, 9 Suero, 10 de León, 12 Delgado, 30 Araújo, All. Melvyn López                             |
| 8. | Canada                  | Canada4 Anderson, 5 Cadougan, 6 Amardi, 7 Nicholson, 8 Diressa, 9 Hanlan, 10 Pierre, 11 Rathan-Mayes, 12 Heslip, 13 Burnatowski, 14 Glaze, 15 Anthony, All. Roy Rana                  |
| 9. | Venezuela               | Venezuela5 G. Vargas, 6 Cox, 9 Chourio, 10 J. Vargas, 14 Ruiz, 15 Graterol, 18 Bravo, 19 Guillént, 22 García, 23 Pérez, 31 Carrillo, 43 Colmenares, All. Néstor García                |
| 10. | Brasile                 | Brasile4 Davi, 5 Caboclo, 7 Dias, 8 Lucas Mariano, 9 Siqueira, 10 Lenz, 11 Fúlvio, 12 Mineiro, 13 João Paulo, 14 Meindl, 18 Jimmy, 32 Georginho, All. César Guidetti                  |
| 11. | Colombia                | Colombia4 Moreno, 7 Almanza, 8 Jackson, 9 Ortiz, 10 Atencia, 11 Angola, 12 Pérez, 14 Hernández, 15 Mejía, 20 Trocha, 22 Mosquera, 23 Tello, All. Guillermo Moreno                     |
| 12. | Panama                  | Panama0 Forbes, 1 Luzcando, 4 Muñoz, 8 King, 9 Molinar, 10 Ayarza, 11 Oglivie, 23 Bishop, 24 Levy, 31 Oses, 32 Carter, 35 Montenegro, All. Manolo Hussein                             |